# Gaszulijawa
Gaszulijawa (XIII w. p.n.e.) – księżniczka hetycka, córka Hattusili III i jego żony Putuhepy. Jej mężem był Benteszina, król Amurru i hetycki wasal. Znany jest list Puduhepy do Gaszulijawy, w którym Puduhepa wyraża chęć odwiedzenia córki w Syrii, ale nie wiadomo, czy do wizyty tej kiedykolwiek doszło.